# Chi Giang (thực vật)
Chi Giang, tên khoa học Maclurochloa, là một chi thực vật có hoa trong họ Hòa thảo (Poaceae).

## Loài
Chi này gồm các loài:
- Maclurochloa locbacensis: Giang Lộc Bắc
- Maclurochloa montana
- Maclurochloa sonduongensis: Giang Sơn Dương
- Maclurochloa tantraoensis: Giang Tân Trào
- Maclurochloa tonkinensis: Giang Bắc Bộ
- Maclurochloa trangdinhensis: Giang Tràng Định